# Афингхаузен
Афингхаузен (њем. Affinghausen) општина је у њемачкој савезној држави Доња Саксонија. Једно је од 47 општинских средишта округа Дипхолц. Према процјени из 2010. у општини је живјело 867 становника. Посједује регионалну шифру (AGS) 3251001.

## Географија
Афингхаузен се налази у савезној држави Доња Саксонија у округу Дипхолц. Општина се налази на надморској висини од 51 метра. Површина општине износи 12,3 km².

## Становништво
У самом мјесту је, према процјени из 2010. године, живјело 867 становника. Просјечна густина становништва износи 71 становника/km².